# G1 Aviation G1
Le G1 Aviation G1 est un ULM multi-axes français STOL, conçu et produit par G1 Aviation basée à Tallard (Hautes-Alpes). L'avion est vendu en kit pour la construction amateur ou prêt à voler.

## Conception et développement
Le G1 est dérivé de l'Alisport Yuma et a été conçu pour se conformer aux règles ULM de la Fédération aéronautique internationale. C'est un avion à ailes hautes qui sont maintenues par des haubans. Il dispose d'un cockpit fermé de deux places côte à côte et d'un train d'atterrissage tricycle fixe.
Tous les modèles G1 ont un fuselage en tubes d'acier soudés. La structure de l'aile est en aluminium recouvert de toile ou de tôle d'aluminium en option. La variante Gelinotte a une aile de 9,9 m d'envergure et 14,8 m2 de surface avec des becs de bord d'attaque. L'aile du modèle SPYL a la même envergure, une surface légèrement plus petite (14,27 m2) et des générateurs de vortex qui remplacent les becs de bord d'attaque. Tous les modèles sont équipés de volets et ont des ailes repliables en option pour le transport et le stockage au sol. Les moteurs standard disponibles sont le Rotax 912 UL de 80 chevaux et le Rotax 912 ULS de 100 chevaux. La société propose également un nouveau système d'échappement pour le Rotax 912 qui est plus silencieux que le système d'origine fourni par Rotax.
L'avion a également été équipé du moteur JLT Motors Ecoyota,.

## Variantes
G1 Amphibie
Version amphibie sur flotteurs en aluminium.
G1 Gelinotte
Version terrestre équipée de roues. L'aile est équipée de becs de bord d'attaque,.
G1 la Grive
Version agricole .
G1 SPYL
Version équipée de roues présentée au salon Aero de Friedrichshafen en 2010 et nommée en l'honneur des deux concepteurs du modèle d'avion, Serge Present et Yvan Lhermitte. Le SPYL est une évolution de la Gelinotte avec des générateurs de vortex qui remplacent les becs de bord d'attaque. La nouvelle aile rend ce modèle plus léger de 20 kg et plus rapide de 15 % à 20 % par rapport à son prédécesseur. Il est possible de mettre à niveau les modèles Gelinotte en leur installant la nouvelle aile,.
G1 Agricole
Version avion agricole dérivé du SPYL. Il peut être équipé d'un réservoir externe de produits d'épandage d'une capacité allant jusqu'à 150 L et du matériel de pulvérisation. Il est vendu uniquement prêt à voler avec le moteur Rotax 912ULS de 100 chevaux.

## Appareils similaires
- ICP Savannah
- Best Off Skyranger
- Best Off Nynja
- Zenair Zenith STOL CH 701
- Humbert Aviation Tétras